# The Goat (1917)
The Goat é um curta-metragem de comédia mudo norte-americano realizado em 1917 com o ator cômico Oliver Hardy e produzido por King Bee Studios.

## Elenco
- Billy West - um inventor
- Oliver Hardy - seu vizinho (como Babe Hardy)
- Bud Ross
- Leo White
- Florence McLaughlin
- Polly Bailey
- Joe Cohen
- Ethelyn Gibson
- Agnes Neilson